# Swetlana Alexandrowna Dwinskich

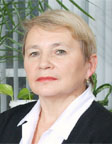
Swetlana Alexandrowna Dwinskich (2012)

Swetlana Alexandrowna Dwinskich (russisch Светлана Александровна Двинских; * 17. Januar 1948 in Bolechow, Ukrainische SSR) ist eine sowjetische bzw. russische Hydrologin, Geoökologin und Hochschullehrerin.

## Leben
Das Studium an der Staatlichen Universität Perm (PGU) in der Geographie-Fakultät schloss Dwinskix 1971 mit Auszeichnung als Hydrologie-Ingenieurin ab. Es folgte die Aspirantur mit Promotion zur Kandidatin der geographischen Wissenschaften 1975.
Ab 1980 leitete Dwinskich als wissenschaftliche Senior-Mitarbeiterin das Laboratorium für Talsperren-Verbundforschung  des Naturwissenschaft-Instituts der PGU. Sie verteidigte 1996 in Moskau ihre Doktor-Dissertation über die regional angewendete geoökologische Analyse mit Erfahrungen in der Oblast Perm mit Erfolg für die Promotion zur Doktorin der geographischen Wissenschaften 1997.
Darauf wurde Dwinskich Professorin des Lehrstuhls für Physische Geographie und Landschaftsökologie der PGU. Auch leitete sie bis 2017 den Lehrstuhl für Hydrologie und Schutz der Wasserressourcen der PGU. Sie initiierte und leitete von 1997 bis 2008 eine wissenschaftliche praxisorientierte Konferenz für Studenten und junge Wissenschaftler über Probleme und Lösungswege der Ökologie. Unter ihrer Leitung wurden 2005, 2007, 2009 und 2011 eine allrussische und drei internationale Konferenzen über moderne Probleme der Talsperren und ihrer Einzugsgebiete durchgeführt. Sie wurde 2009 Vollmitglied der russischen Internationalen Akademie der Wissenschaften der Ökologie und Lebenssicherung.

## Ehrungen, Preise
- Verdiente Hochschularbeiterin der Russischen Föderation (2008)
- Silberkreuz der Allrussischen Naturschutz-Gesellschaft
- N.-K.-Roerich-Medaille für Verdienste im Bereich der Ökologie der Allrussischen Naturschutz-Gesellschaft
- Ehrenurkunden des Ministeriums für Bildung und Wissenschaft der Russischen Föderation, der PGU und der Verwaltung der Region Perm